# Financiamento climático na Guiana

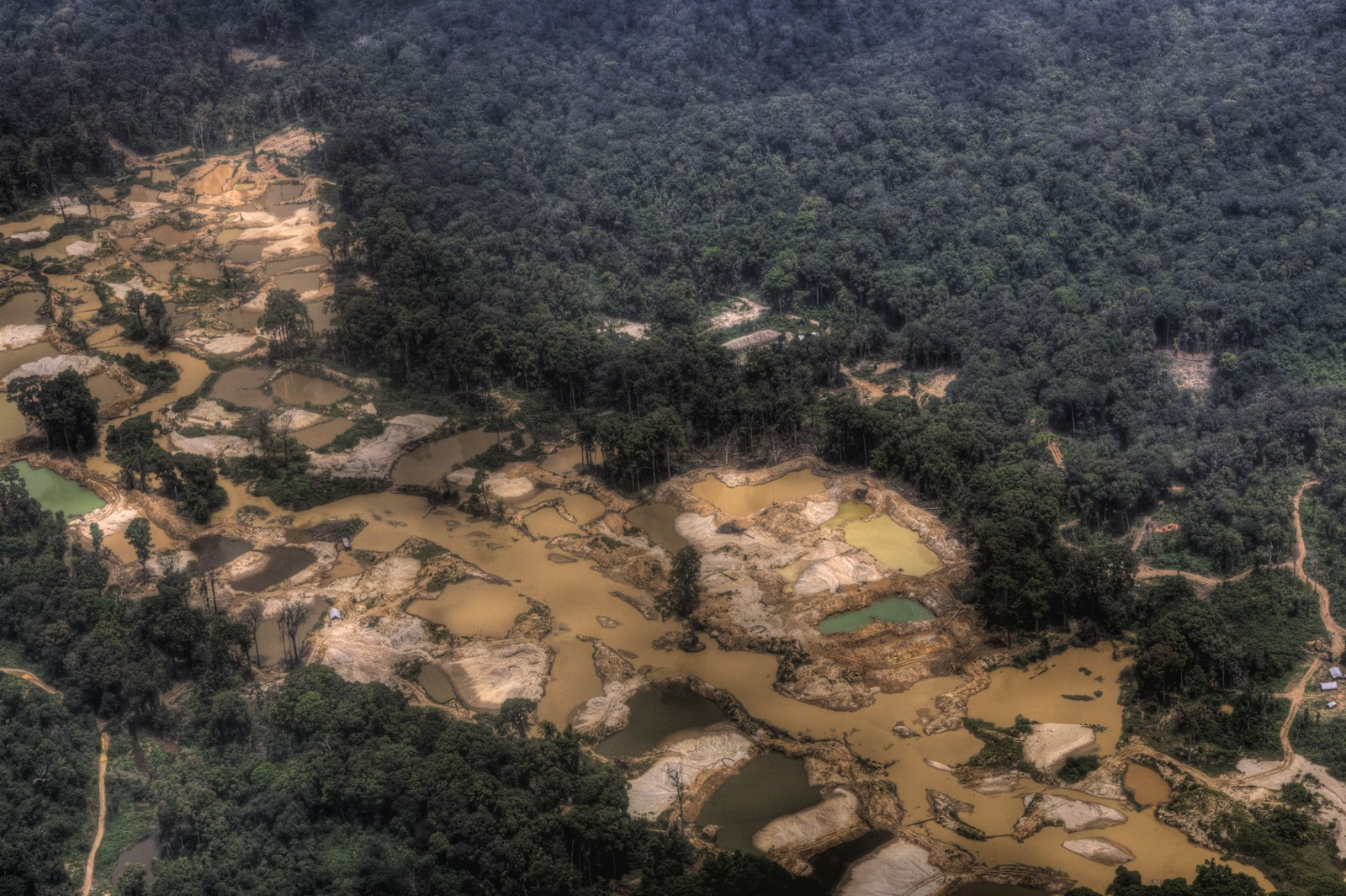
Área de mineração em Mádia, capital de Potaro-Siparuni, na Guiana. A atividade causa devastação da floresta amazônica na região e ameaça espécies locais.

O financiamento climático na Guiana refere-se aos recursos financeiros direcionados à adaptação e mitigação das mudanças climáticas no país, que possui uma das maiores coberturas vegetais do mundo.
Por sua economia baseada na exploração de recursos naturais, atividades como mineração e, recentemente, produção de petróleo, são agentes principais da degradação ambiental no país. Diante da alta da indústria petrolífera nacional desde 2019, também espera-se um aumento nas emissões de gases de efeito estufa.
Uma das maiores vulnerabilidades da Guiana às mudanças climáticas está ligada ao aumento do nível do mar. Segundo o Climate Central, a capital Georgetown pode ser inundada até 2030.
Em 2020, apenas 3,19% da geração energética do país era de fontes renováveis.:172 Diante deste cenário, um dos focos de sua Contribuição Nacionalmente Determinada é a transição energética, combinando energia eólica, solar, biomassa e pequenas hidrelétricas.:10-11

## Contexto climático e vulnerabilidades
Situada na América do Sul, a Guiana é a terceira menor nação da região, com uma área de 214.969 km² e 89% de seu território coberto por florestas. O país é considerado neotropical e sua biodiversidade pode ser dividida em 7 ecorregiões: florestas úmidas do Escudo das Guianas; florestas úmidas da Guiana; pântanos do Delta do Orinoco; tepuis; florestas úmidas de Uatuma-Trombetas; cerrado amazônico e manguezais guianenses.:25-30 Segundo a classificação climática de Köppen-Geiger, os tipos climáticos do país podem ser divididos em clima equatorial, clima de monção, clima tropical de savana e clima oceânico temperado.
Em sua vasta cobertura vegetal, o país abriga cerca de 152 espécies de anfíbios, 755 de pássaros, 203 de répteis e 256 de mamíferos. Entretanto, apenas 9% de seu território é protegido por programas de conservação ambiental.
Historicamente, a economia da Guiana é baseada na exportação de seus recursos naturais, envolvendo atividades como agricultura, pesca e mineração, com destaque para produtos como cana-de-açúcar, arroz, ouro e bauxita.:84, 88, 91
Mádia, capital de Potaro-Siparuni, é um dos principais centros de atividade mineira no país, especialmente de ouro. Na década de 1980, cerca de 10 empresas estrangeiras começaram operações em larga escala na região, utilizando técnicas como dragagem.:91-92 Além da perda de cobertura amazônica, a atividade também ameaça a onça-pintada, considerada um símbolo do país. Estima-se que, entre 2008 e 2014, mais de 100 animais da espécie foram mortos por mineradores.
Em 2015, a descoberta de petróleo a cerca de 200 km da capital Georgetown trouxe novas perspectivas para a economia guianense. A exploração do primeiro campo do recurso iniciou em 2019 e, no ano seguinte, esperava-se uma média de 750.000 barris de petróleo por dia dentro dos próximos cinco anos. Diante do crescimento de 184% no PIB do país entre 2019 e 2023, cresceram também problemas sociais e ambientais. A hiper valorização local acentuou a desigualdade social e a taxa de desemprego entre jovens entre 15 e 24 anos era de 25% em 2022, potencialmente contribuindo para o aumento da emigração no país, que já possui uma das maiores taxas mundiais do fenômeno.:7 Em abril de 2025, ambientalistas denunciaram a flexibilização de leis para aumentar a quantidade de barris de petróleo produzidos diariamente e atividades adjacentes, como a queima de gás natural, principal fator no aumento das emissões de gases de efeito estufa no país.
Conforme a etimologia de seu nome, "terra de muitas águas", a Guiana possui muitos rios em seu território.:47 Desse modo, a poluição hídrica é uma das preocupações do país. Contaminação por mineração, resíduos sólidos e o risco de derramamentos de óleo são alguns dos desafios nacionais no setor hídrico. Consequentemente, a crise climática também deixa o país mais vulnerável à ocorrência de enchentes. Segundo o Climate Central, Georgetown pode ser inundada até 2030 devido ao aumento do nível do mar.

## Marcos legais e institucionais
Segundo dados do Observatório Parlamentar de Mudanças Climáticas e Transição Justa da ONU, a Guiana não possui uma Legislação Marco de Mudança Climática, mas possui 97 leis vigentes em 2025 para questões ambientais em diversos setores. A base legal para a preservação ambiental é a Lei de Proteção Ambiental (Environmental Protection Act), sancionada em 1996.:69
A Guiana possui cinco áreas protegidas, regulamentadas pela Lei de Áreas Protegidas (Protected Areas Act) de 2011. O decreto também institui uma Comissão de Áreas Protegidas (Protected Areas Commission) para "estabelecer, gerenciar, manter, promover e expandir o Sistema Nacional de Áreas Protegidas".
Visando mitigar o risco de derramamentos de óleo na produção de petróleo, o país aprovou em maio de 2025 um projeto de lei que responsabiliza empresas para fornecerem recursos financeiros por seus derramamentos e realizarem inspeções e resoluções de problemas regularmente. O projeto também prevê penalidades para empresas que não cumprirem com as exigências, como a suspensão das licenças de exploração e produção.
Em 2009, a Guiana anunciou o lançamento da Low Carbon Development Strategy (lit.  "Estratégia de Desenvolvimento de Baixo Carbono") ou LCDS e, por meio de sua atualização em 2022, foram estabelecidos quatro objetivos para a Agenda 2030::5
- Valorizar os serviços ecossistêmicos, em especial serviços florestais;[34]:8
- Investir em energia limpa e estimular o crescimento de baixo carbono;
- Proteger contra as mudanças climáticas e a perda de biodiversidade;
- Alinhar-se às metas globais de clima e biodiversidade.

A Contribuição Nacionalmente Determinada (CND) da Guiana é outro ponto importante no âmbito do Acordo de Paris e sua entrega foi feita em 2016. Desde 2020, o Ponto Focal Nacional para Mudança do Clima frente à UNFCCC é o Departamento de Meio Ambiente e Mudanças Climáticas (DECC).:76

## Principais setores beneficiados e resultados

Gráfico da produção de eletricidade na Guiana de 1980 a 2019. É possível notar que a geração por fontes renováveis é muito pequena.